# Afromysis dentisinus
Afromysis dentisinus is een aasgarnalensoort uit de familie van de Mysidae. De wetenschappelijke naam van de soort is voor het eerst geldig gepubliceerd in 1957 door Pillai.